# Those Who Tell the Truth Shall Die, Those Who Tell the Truth Shall Live Forever
Those Who Tell the Truth Shall Die, Those Who Tell the Truth Shall Live Forever är ett album av postrockbandet Explosions in the Sky, utgivet i augusti 2001.

## Låtlista
1. "Greet Death" - 7:19
2. "Yasmin the Light" - 7:03
3. "The Moon Is Down" - 10:02
4. "Have You Passed Through This Night?" - 7:19
5. "A Poor Man's Memory" - 6:04
6. "With Tired Eyes, Tired Minds, Tired Souls, We Slept" - 12:04